# Ophiomyia verdalis
Ophiomyia verdalis är en tvåvingeart som beskrevs av Spencer 1959. Ophiomyia verdalis ingår i släktet Ophiomyia och familjen minerarflugor. Inga underarter finns listade i Catalogue of Life.